# Julebrødrene
Julebrødrene er en dansk dokumentarfilm fra 2018 instrueret af Mira Jargil og Christian Sønderby Jepsen.

## Handling
Tvillingebrødrene Benny og Brian Lillelund kæmper ihærdigt for at realisere deres store drøm om at etablere et julemuseum i Sønderjylland. Deres fascination af alt, der hører julen til, er kun blevet større i løbet af deres voksenliv, og trods en presset økonomi og indbyrdes uenigheder, er de to iværksættere hele tiden i gang med nye tiltag til glæde for publikum og dem selv.